# Ноћ за памћење (филм из 2010)
Ноћ за памћење (енгл. Date Night) америчка је романтична комедија из 2010. године, у режији Шона Ливија, по сценарију Џоша Клауснера. Главне улоге тумаче Стив Карел и Тина Феј.
Премијера је приказана 6. априла 2010. године у Њујорку, док је од 9. априла приказиван у биоскопима у САД, односно 20. маја у Србији.

## Радња
Стив Карел и Тина Феј су Клара и Фил Фостер, пар из Њу Џерзија који покушавају да унесу мало промене у свој досадни брачни живот. Гламурозна вечера у ексклузивном ресторану на Менхетну делује као прави начин да се ноћ проведе без породичних проблема, али ако некоме украдете резервацију, проблеми могу постати мого већи. Невешти уцењивачи, полицајци са обе стране закона и секси обавештајци претвориће њихову вечеру у потпуно невероватну ноћ коју свакако никада неће заборавити.

## Улоге
| Глумац           | Улога              |
| ---------------- | ------------------ |
| Стив Карел       | Фил Фостер         |
| Тина Феј         | Клара Фостер       |
| Марк Волберг     | Холбрук Грант      |
| Тараџи П. Хенсон | детективка Аројо   |
| Џими Симпсон     | детектив Армстронг |
|                  | детектив Колинс    |
| Вилијам Фичнер   | Френк Креншо       |
| Лејтон Мистер    | Кејти              |